# Макшейн, Джейми
Джейми Макшейн (англ. Jamie McShane, родился 18 июля 1964, Садл-Ривер, Нью-Джерси, США) — американский актер. Исполнив десятки второплановых и эпизодических ролей в кино и на телевидении, стал узнаваемым в 2022-м году, после участия в сериале Тима Бёртона «Уэнсдэй». МакШейн сыграл Донована Гэлпина, шерифа городка Джерико.

## Биография

### Ранние годы
Джейми Макшейн родился 18 июля 1964 года в городе Садл-Ривер в многодетной семье, где росли четыре брата и сестры. Его детство прошло там же, в северной части штата Нью-Джерси. После школы юноша поступил в Ричмондский университет, который закончил в 1988 году бакалавром английского языка.
Получив диплом, выпускник отправился путешествовать. Побывал в Австралии и Новой Зеландии, странах Азии и Европы. Вернувшись на родину, Макшейн десять лет жил в Нью-Йорке, участвуя в самодеятельных постановках, прежде чем получил первые роли в малобюджетных фильмах.
Поначалу занятие творчеством не приносило дохода. Поэтому Джейми работал на семейном предприятии: ремонтировал и продавал микроскопы. Филологическое образование помогло молодому человеку выпустить книгу стихов и писать рассказы для детей. Решив остановиться на актерстве, Макшейн переехал в Лос-Анджелес, где живет по сей день.

### Карьера
Актерская биография Джейми включает роли в десятках телесериалов, но большая часть — гостевые появления или эпизоды. Он снялся в первом сезоне драмы Дэвида Келли «Линкольн для адвоката», изображал сержанта Терри Хилла в 19 эпизодах процедурала «Саутленд». А также сыграл торговца оружием Кэмерона Хейса в хите канала FX «Сыны анархии» (2008—2010). В теледраме Netflix «Родословная» Макшейн изображал Эрика О’Бэннона, приятеля и соучастника преступления центрального героя Дэнни (Бен Мендельсон).
Актер дважды работал с режиссером Дэвидом Финчером. В 2014 году снялся в эпизоде триллера «Исчезнувшая» с Беном Аффлеком. А в 2020-м — в биографическом фильме «Манк», сыграв друга заглавного персонажа, голливудского постановщика Шелли Меткалфа. Макшейн участвовал в оскароносной ленте Операция «Арго» (2012). Он появлялся в марвеловских блокбастерах «Тор» (2009) и «Мстители» (2012) в роли агента Джексона.
Фэнтези-сериал «Уэнсдэй», вышедший на Netflix в ноябре 2022, сделал Джейми Макшейна знаменитым. Он исполнил роль шерифа городка Джерико, рядом с которым расположена академия «Невермор». Местные жители, включая шерифа Донована Гэлпина, недолюбливают студентов, обладающих сверхъестественными способностями.
Приезд в «Невермор» Уэнсдэй, дочери Мортиши и Гомеса Аддамсов, добавил шерифу «головной боли». К тому же его сын-подросток Тайлер влюбился в новенькую. Сериал продлен на второй сезон, но участие Джейми в нем под вопросом.

### Личная жизнь
Макшейн не женат, не имеет детей. Он живет в Лос-Анджелесе. С юности занимается спортом, любит теннис и хоккей. Джейми — обладатель черного пояса по тхэквондо.

### Награды
За роль Эрика О’Бэннона в сериале «Родословная» Макшейн удостоен премии «Мальтийский сокол». Награду вручил сын Хамфри Богарта Стивен — на кинофестивале в Ки-Ларго, носящем имя его отца.

## Работы

### Фильмография
| Год  | Название                     | Роль                | Режиссёр        |
| ---- | ---------------------------- | ------------------- | --------------- |
| 2002 | Легенда о призрачном гонщике | Виктор              | Алекс Эркилишан |
| 2008 | Гордость и слава             | Лейтенант Фрикер    | Гэвин О’Коннор  |
| 2011 | Тор                          | Агент Джексон       | Кеннет Брана    |
| 2012 | Операция «Арго»              | Уильям Джей Догерти | Бен Аффлек      |
| 2012 | Мстители                     | Агент Джексон       | Джосс Уидон     |
| 2014 | Исчезнувшая                  | Доннелли            | Дэвид Финчер    |
| 2020 | Манк                         | Шелли Меткалф       | Дэвид Финчер    |

### Телевидение
| Год       | Название              | Роль                 | Канал                                                | Примечание            |
| --------- | --------------------- | -------------------- | ---------------------------------------------------- | --------------------- |
| 2001      | Ангел                 | Бунтарь № 2, Демон   | Mutant Enemy Productions                             | 2 эпизода             |
| 2002      | Секретные материалы   | Раненый солдат       | Ten Thirteen Productions 20th Century Fox Television | Эпизод «Провиденс»    |
| 2003-2004 | 24 часа               | Джерри Уатхорн       | Imagine Entertainment Real Time Productions          | 6 эпизодов            |
| 2006      | Женщина-президент     | Эндрю Дуган          | Battleplan Productions                               | 2 эпизода             |
| 2008-2010 | Сыны анархии          | Кэмерон Хейс         | Fox 21 FX Productions                                | 12 эпизодов           |
| 2011-2013 | Саутленд              | сержант Терри Хилл   | Warner Bros.                                         | 19 эпизодов           |
| 2012      | Во все тяжкие         | Уоллес               | Sony Pictures Television                             | Эпизод «Мертвый груз» |
| 2014-2017 | Скорпион              | Патрик Куинн         | CBS Television Studios SB Films                      | 5 эпизодов            |
| 2014-2018 | Фостеры               | Дональд Джейкоб      | Nuyorican Productions                                | 7 эпизодов            |
| 2015-2017 | Родословная           | Эрик О’Бэннон        | Sony Pictures Television Netflix                     | 30 эпизодов           |
| 2020      | Линкольн для адвоката | Детектив Лэнкрофд    | Netflix                                              | 10 эпизодов           |
| 2022      | Уэнсдэй               | шериф Донован Гэлпин | Netflix                                              | 8 эпизодов            |